# 安東尼·肯尼迪
安東尼·麥克萊德·肯尼迪（英語：Anthony McLeod Kennedy，1936年7月23日—）曾任美國最高法院大法官，1988年時獲得總統隆納·雷根提名。在他之前的大法官桑德拉·戴·奧康納退休之後，肯尼迪經常視為游離票，常在最高法院中做出5比4之關鍵決定。肯尼迪已於2018年7月31日退休。

## 思想言论
- 自由之要义在于：对生存、意义、万物、生命的奥秘等观念，每人皆有权界定之。...国家强制灌输的这类信念界定不了人格的特质。
  - At the heart of liberty is the right to define one's own concept of existence, of meaning, of the universe, and of the mystery of human life. ...Beliefs about these matters could not define the attributes of personhood were they formed under compulsion of the State.
    - Planned Parenthood v. Casey, 505 U.S. 833 （页面存档备份，存于） (29 June 1992) (joint opinion coauthored with Justices Souter and O’Connor).

## 大法官
1986年被共和黨總統羅納德·雷根提名為大法官，並獲得美國參議院確認。自2006年桑德拉·戴·奧康納退休後，肯尼迪常被認為是最高法院中唯一的搖擺票，在很多投票4:4的案件中處於關鍵地位。他立場傾向中間偏右和溫和保守派。2018年6月27日，肯尼迪宣布自己将于7月31日退休。